# 印第安村 (印第安納州)
印地安村（英語：Indian Village）是一個位於美國印第安納州聖約瑟夫縣的城鎮。

## 人口
根據2010年美國人口普查的數據，印地安村的面積為0.24平方千米，當中陸地面積為0.24平方千米，而水域面積為0.00平方千米。當地共有人口133人，而人口密度為每平方千米554人。